# Майк Дернт
Майк Дернт (англ. Mike Dirnt, народжений Michael Ryan Pritchard) — бас-гітарист і бек-вокаліст групи Green Day. Його справжнє ім'я Майкл Раян Прічард. Народився 4 травня 1972 року в Берклі, штат Каліфорнія.

## Біографія

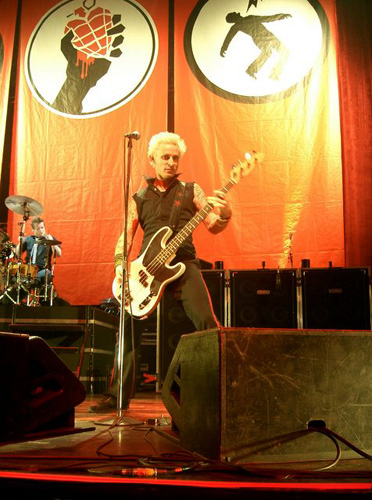
Майк Дернт

Майкл Раян Прічард (Michael Ryan Pritchard), якого ми тепер знаємо як Майка Дернта (Mike Dirnt), народився 4 травня 1972 року. Його мати була наркоманкою, тому він в ранньому дитинстві був поміщений в дитячий будинок. Незабаром його всиновила пара молодят, але коли Майку було всього 7 років, його прийомні батьки розлучилися. Спочатку Майкл жив з батьком, але незабаром через постійні сварки був змушений оселитися у матері. «Усяке трапляється в житті», — говорить Майк. «Коли я був у четвертому чи п'ятому класі, мами не було вдома всю ніч. На ранок вона прийшла з чоловіком, який тут же в'їхав до нас. Я ніколи не зустрічав його раніше, і в одну мить він став моїм вітчимом. Ми не ладнали довгий час, але коли я закінчив школу, ми стали досить близькі. Він багато чого дав мені. Наприклад, він виховав у мені дух працівника. Але потім, коли мені було 17, він помер».
До того часу Майк вже два роки жив окремо від сім'ї. Потім він почав знімати кімнату в будинку Біллі Джо Армстронга (Billie Joe Armstrong). Всі вихідні Майк і Біллі проводили разом з групою Gilman Street. У той час Майк продовжував вчитися, грав у групі Sweet Children, підробляв кухарем. Потім він насилу закінчив школу, а все тому, що мати відмовилася підписати деякі папери. «У мене була важка розмова з матір'ю», — говорить Майк. «Я сказав їй тоді, що у неї навіть не було часу запитати мене про те, чи відвідував я школу, чи робив уроки і т. п. Я сказав, щоб вона перестала відігравати роль матері тільки раз на рік, оскільки мене це вже дістало і стало доставляти неприємності. Загалом, посварилися ми міцно». У підсумку Майк все ж закінчив школу і навіть відвідував курси при коледжі. Потім Майк, Біллі Джо Армстронг і Тре Кул утворили свою групу Green Day ще в школі.

## Особисте життя
У 1996 році Майк одружився зі своєю дівчиною Анастасією, з якою зустрічався довгий час. У квітні 1997 року вона народила дочку Естеллу-Дезайр Прічард (Estella-Desiree). Зараз Майк і Анастасія розлучені, проте підтримують теплі дружні стосунки. У 2004 році Майк знову одружився, але незабаром нова дружина пішла від нього, тому що він проводив дуже багато часу в студії, працюючи над альбомом American Idiot. 11 жовтня 2008 у нього народився син Брікстон Майкл від нинішньої дружини Бріттані Кейд, з якою вони повінчалися на приватній церемонії 14 березня 2009. 29 листопада 2010 у них народилася дочка Раян Рубі Мей (Ryan Ruby Mae).
Майк є шанувальником «Зоряних воєн», в одному з інтерв'ю він сказав: «Основна частина моїх релігійних переконань базується на "Зоряних війнах"».
Так само Дернт є співвласником Rudy's Can't Fail Cafe, закусочних в Емервілле, Каліфорнія і Окленд, Каліфорнія. Закусочна отримала свою назву завдяки пісні панк-групи The Clash - Rudie Can't Fail з їхнього альбому London Calling. Назви страв у меню мають панк-тематику, наприклад, «God save the chicken» відсилає до пісні «God Save the Queen» Sex Pistols і «Give 'Em Enough Meatloaf», відсилає до «Give' Em Enough Rope» The Clash.
Після виходу альбому Warning Майку знадобилася операція для виправлення синдрому зап'ястного каналу.

## Пісні та вокал
Хоч основним ліриком в групі Green Day є Біллі Джо Армстронг, Майк написав тексти до пісень «Emenius Sleepus», «JAR», «Scumbag», «Ha Ha You're Dead» і субтрек «Nobody Likes You» з пісні «Homecoming», разом з Армстронгом є співавтором пісень «Best Thing in Town», «The One I Want» і «Panic Song», а також вигадує усі бас-партії пісень Green Day. Дернт виконує пісню «Governator», третій куплет пісні «Outsider» зі збірки Shenanigans і співає в другій половині «American Eulogy (Modern World)» з альбому 21st Century Breakdown.

## Інші проєкти
Також Майк Дернт виступав у таких групах, як the Frustrators (де грає досі), Screeching Weasel, Crummy Musicians, Squirtgun. Його музичним амплуа є бас-гітара. Однак йому ще близькі акустична гітара і ударна установка. Крім того, в деяких піснях можна почути його бек-вокал.

## Інструменти
- Mike Dirnt Precision Bass®
- Pawn Shop™ Reverse Jaguar® Bass

## Дискографія

### Green Day
- 1,039/Smoothed Out Slappy Hours (1991)
- Kerplunk! (1992)
- Dookie (1994)
- Insomniac (альбом Green Day) (1995)
- Nimrod. (1997)
- Warning: (1999)
- International Superhits! (2001)
- Shenanigans (2002)
- American Idiot (2004)
- Bullet in a Bible (2005)
- 21st Century Breakdown (2009)
- ¡Uno! (2012)
- ¡Dos! (2012)
- ¡Tré! (2013)

### The Network
- Money Money 2020 (2003)

### Foxboro Hot Tubs
- Stop Drop and Roll!!! (2008)

### The Frustrators
- Achtung Jackass (2002)
- Bored in the USA EP (2002)

### Screeching Weasel
- How to Make Enemies and Irritate People (1994)

### Squirtgun
- Squirtgun (1995)

### Робота в ЗМІ
- Цар гори — (серіал — 1997) — обличчя
- Riding in Vans with Boys (фільм — 2003) — самого себе
- Live Freaky! Die Freaky! (фільм — 2006)
- Симпсони в Кіно (фільм — 2007) — самого себе
- Серце, як ручна граната (фільм — 2008) — самого себе
- Green Day: Rock Band (відеогра — 2010) — самого себе